# 池田邦照
池田 邦照（いけだ くにてる）は、江戸時代前期の大名。播磨国新宮藩4代（最後の）藩主。下間系池田家4代。

## 生涯
万治元年（1658年）、3代藩主・池田薫彰の長男として誕生。母は戸川正安の娘。幼名は又八郎。
寛文3年（1663年）に父が早世したため、家督を継いだ。しかし生来病弱で、寛文10年（1670年）1月28日に13歳で死去した。子がなく、弟の重教の相続は許されず、新宮藩は無嗣改易となった。ただし、池田光政と光仲の尽力で、重教は3,000石の寄合として存続を許された。